# فهد الشمري (لاعب كرة قدم مواليد 2000)
فهد فرحان الشمري (مواليد 21 نوفمبر 2000) هو لاعب كرة قدم سعودي.

## مسيرة اللاعب
لعب في نادي الجبلين ونادي الريان ونادي قفار.